# Saint-Just (Cantal)
Saint-Just ist eine Ortschaft auf 868–1087 Metern über Meereshöhe im französischen Département Cantal in der Region Auvergne-Rhône-Alpes. Die vormals eigenständige Gemeinde mit einer 17,06 Quadratkilometern großen Gemarkung gehörte zum Kanton Neuvéglise und zum Arrondissement Saint-Flour. Saint-Just wurde mit Wirkung vom 1. Januar 2016 mit Faverolles, Loubaresse und Saint-Marc zur Commune nouvelle Val d’Arcomie zusammengelegt. Seither ist sie eine Commune déléguée.

## Lage
Saint-Just liegt am Flüsschen Arcomie und enthält neben dem Zentrum auch die Dörfer Charmensac, Estrémiac, Falcimagne, La Chassagne, Recoux und Romagnac. Nachbargemeinden waren Saint-Marc im Nordwesten, Loubaresse im Norden, Albaret-Sainte-Marie im Osten, Les Monts-Verts im Süden und Albaret-le-Comtal im Südwesten.

## Bevölkerungsentwicklung
| Jahr      | 1962 | 1968 | 1975 | 1982 | 1990 | 1999 | 2008 | 2013 |
| --------- | ---- | ---- | ---- | ---- | ---- | ---- | ---- | ---- |
| Einwohner | 362  | 299  | 286  | 271  | 248  | 222  | 203  | 207  |

## Sehenswürdigkeiten
- Ferme d’Estremiac, Monument historique
- Kirche Saint-Just

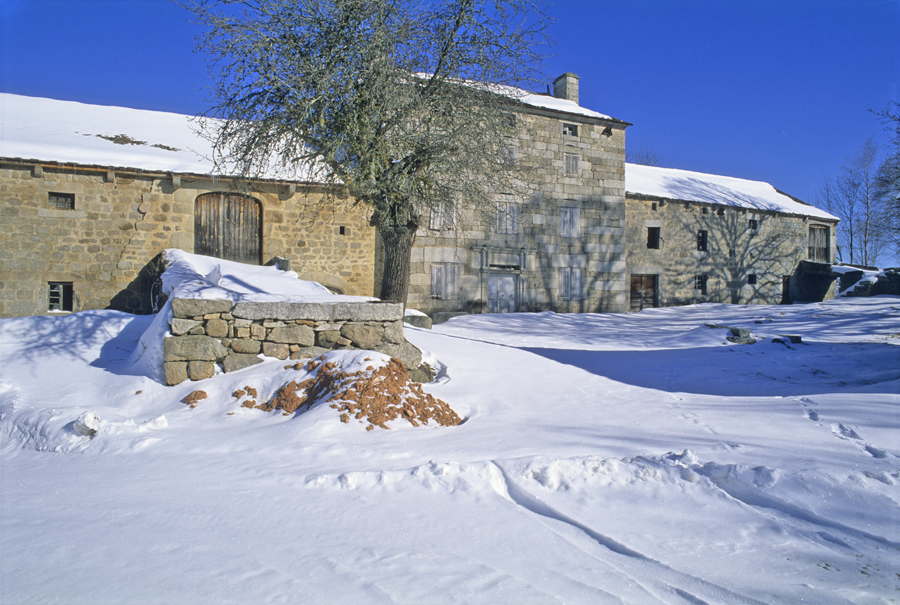
Ferme d’Estremiac
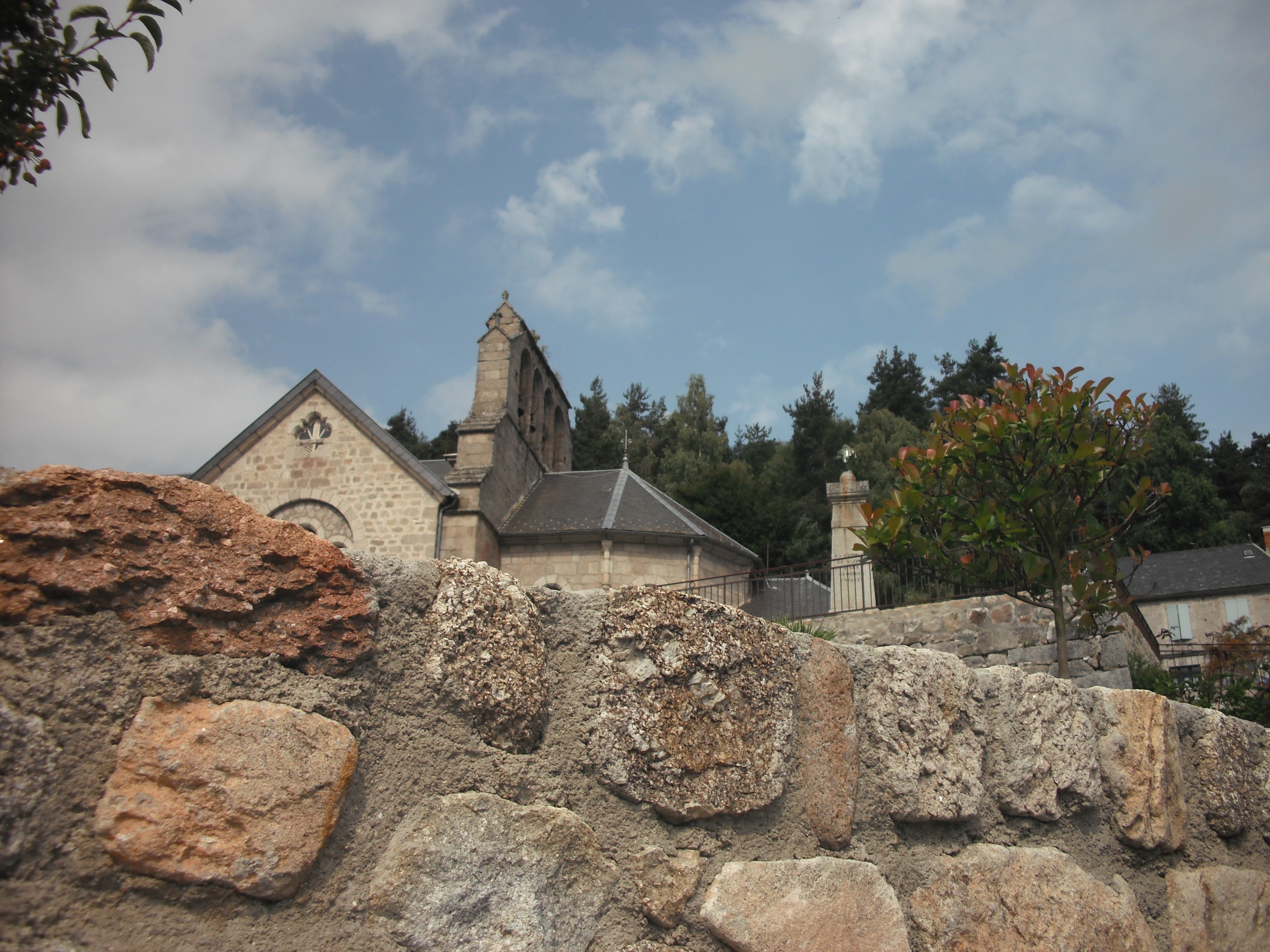
Kirche Saint-Just